# راش ليمبو
راش هدسون ليمبو الثالث (/ˈlɪmbɔː/ LIM-baw؛ وُلد في 12 يناير 1951 - تُوفي في 17 فبراير 2021) كان شخصية إذاعية أمريكية ومعلقًا سياسيًا محافظًا، ومؤلفًا، ومقدم برنامج تلفزيوني سابق. اشتهر باستضافته لبرنامجه الإذاعي عرض راش ليمبو، الذي بُث وطنيًا على محطات راديو AM وFM منذ عام 1988.
استضاف ليمبو عرضًا تلفزيونيًا وطنيًا من عام 1992 إلى عام 1996. ألّف سبعة كتب، وحقق أول كتابين له، The Way Things Ought to Be‏ (1992) وSee، I Told You So‏ (1993)، مكانة في قائمة نيويورك تايمز لأكثر الكتب مبيعا. يُعتبر ليمبو من بين الشخصيات الإذاعية الأعلى أجرًا. في عام 2018، قدرت فوربس أرباحه بـ84.5 مليون دولار. في ديسمبر 2019، قدرت مجلة Talkers Magazine أن برنامج ليمبو استقطب جمهورًا أسبوعيًا تراكميًا بلغ 15.5 مليون مستمع، ليصبح الأكثر استماعًا في الولايات المتحدة.
بدأ ليمبو كأحد الأصوات الأولى للحركة المحافظة في الولايات المتحدة منذ التسعينيات. اعتُبر عضوًا في قاعة مشاهير الإذاعة الوطنية وقاعة مشاهير الرابطة الوطنية للمذيعين. منحه الرئيس دونالد ترامب وسام الحرية الرئاسي خلال خطاب حالة الاتحاد عام 2020.
أعرب ليمبو عن وجهات نظر مثيرة للجدل حول التمييز، وقضايا المثليين، والنسوية، والرضا الجنسي. نفى ليمبو مسألة تغير المناخ ودعم التدخل العسكري الأمريكي في الشرق الأوسط.

## النشأة
وُلد ليمبو في 12 يناير 1951 في كاب جيراردو. والداه هما راش هدسون ليمبو الثاني وميلدريد كارولين (اسم الولادة: أرمسترونغ
) ليمبوغ. نشأ في عائلة ليمبو السياسية المرموقة، حيث كان والده محامياً وطياراً مقاتلاً في الولايات المتحدة وشارك في الحرب العالمية الثانية في مسرح الصين بورما الهند. أمه كانت من سيرسي. اختير اسم "راش" تيمناً بجده، الذي حمل الاسم إيدنا راش قبل الزواج.
ليمبو ذو جذور ألمانية. اشتملت عائلته على العديد من المحامين، مثل جده ووالده وأخيه. تولى عمه، ستيفن إن. ليمبو الأب، منصب قاضٍ في محكمة مقاطعة الولايات المتحدة للمنطقة الشرقية من ميزوري. عمل ابن عمه، ستيفن إن. ليمبو الابن، كقاضٍ بنفس المحكمة، بعد تعيينه من قبل جورج بوش الابن. شغل جد ليمبوغ، راش ليمبو الأب، مناصب متعددة منها مدعي ميزوري وقاضٍ ومفوض خاص وعضو في مجلس نواب ولاية ميسوري في الثلاثينيات، بالإضافة إلى رئاسته لفترة طويلة لجمعية ميزوري التاريخية.
في عام 1969، تخرّج ليمبو من مدرسة كيب جيراردو الثانوية المركزية، حيث لعب كرة القدم وكان مندوبًا في ولاية الفتيان. بدأ عمله الإعلامي في سن 16 بمحطة KGMO المحلية، مستخدمًا اسم الهواء رستي شارب. تأثر بإذاعي شيكاغو لاري لوجاك، الذي وصفه بأنه الشخص الوحيد الذي قلد أسلوبه. التحق بجامعة جنوب شرق ميزوري استجابة لرغبة والديه، لكنه انسحب بعد فصلين دراسيين. أشارت والدته إلى عدم اهتمامه بأي شيء سوى الراديو. أكّد كاتب السيرة زيف تشافيتس أن ليمبو كان يسعى لكسب احترام والده.

## المسيرة المهنية

### 1971–1988: بداياته في العمل الإذاعي
في فبراير 1971، انسحب ليمبو من الكلية وقبل عرضاً ليصبح مذيعاً في محطة WIXZ في ماكيسبورت. اتخذ اسم "بكالوريوس جيف" وعمل في فترة بعد الظهر ثم انتقل إلى القيادة الصباحية. قارن المدير العام للمحطة أسلوب ليمبو بـ"إيموس المبكر". في عام 1973، بعد ثمانية عشر شهراً، فصلت المحطة ليمبو بسبب "صراع شخصي" مع مدير البرنامج. بدأ بعدها وظيفة ليلية في KQV في بيتسبرغ، خلفاً لـجيم كوين (صحفي). في أواخر 1974، فصلت إدارة جديدة ليمبو بعد الضغط على مدير البرنامج. وذكر ليمبو أن المدير العام أبلغه أنه لن ينجح كشخصية إذاعية ونصحه بالعمل في مبيعات الإذاعة. بعد رفضه وظيفة في نيناه، عاد ليمبو للعيش مع والديه في كيب جيراردو. وخلال فترة وجوده في بيتسبرغ، أصبح مشجعًا لفريق ستيلرز في دوري كرة القدم الأمريكية.
في عام 1975، بدأ ليمبو عرضًا بعد الظهر في محطة توب 40 KUDL في كانساس سيتي (ميزوري). تولى بسرعة تقديم برنامج حواري للشؤون العامة في صباح عطلات نهاية الأسبوع، مما أتاح له تطوير أسلوبه وطرح أفكار مثيرة للجدل. في عام 1977، استغنت عنه المحطة، لكنه بقي في كانساس سيتي ليبدأ عرضًا مسائيًا في KFIX. انتهت الفترة بسرعة نظرًا للخلافات مع الإدارة، مما أدى إلى إقالته بعد أسابيع قليلة. بحلول هذا الوقت، شعر ليمبو بخيبة أمل من الراديو وبدأ يفكر في تغيير مجال عمله. وصف نفسه بأنه "فشل معتدل [...] كدي جي". في عام 1979، قبل وظيفة بدوام جزئي في مبيعات المجموعات لفريق البيسبول كنساس سيتي رويالس، وتطور الأمر إلى وظيفة بدوام كامل كمدير مبيعات للمجموعات والفعاليات الخاصة. عمل من استاد رويالس، حيث طور صداقة قوية مع نجم الرويالز الثالث ومستقبل قاعة المشاهير جورج بريت (لاعب كرة قاعدة). استمرت صداقتهما لسنوات طويلة. أفاد ليمبو بأن رحلات العمل إلى أوروبا وآسيا خلال ذلك الوقت عززت وجهات نظره المحافظة، إذ رأى أن البلدان في تلك المناطق تقل فيها معايير المعيشة مقارنة بالولايات المتحدة.
في نوفمبر 1983، عاد ليمبو إلى الراديو في KMBZ (AM) في كانساس سيتي لمدة عام. تخلى عن اسمه المسمى في الهواء واستخدم اسمه الحقيقي. أُقيل من المحطة، لكن بعد أسابيع قليلة حصل على فرصة في KFBK في ساكرامنتو (كاليفورنيا). بدأ العرض في 14 أكتوبر 1984. عبر ليمبو عن آرائه السياسية في عام 1985، عندما سخر من مسيرة السلام لنزع السلاح النووي العالمي، معتبرًا إياها "معادية للولايات المتحدة". ألغت FCC مبدأ الإنصاف في 5 أغسطس 1987، مما سمح للمحطات ببث التعليقات التحريرية دون تقديم وجهات نظر معارضة. كتب دانيال هينينجر في مقال في وول ستريت جورنال، "حطم رونالد ريغان هذا الجدار [مبدأ الإنصاف] في عام 1987 ... وراش ليمبو كان أول من اعتبر نفسه متحررًا من ألمانيا الشرقية لهيمنة الإعلام الليبرالي".

### 1988–التسعينيات: WABC نيويورك، التوزيع، وعلامة الربطة

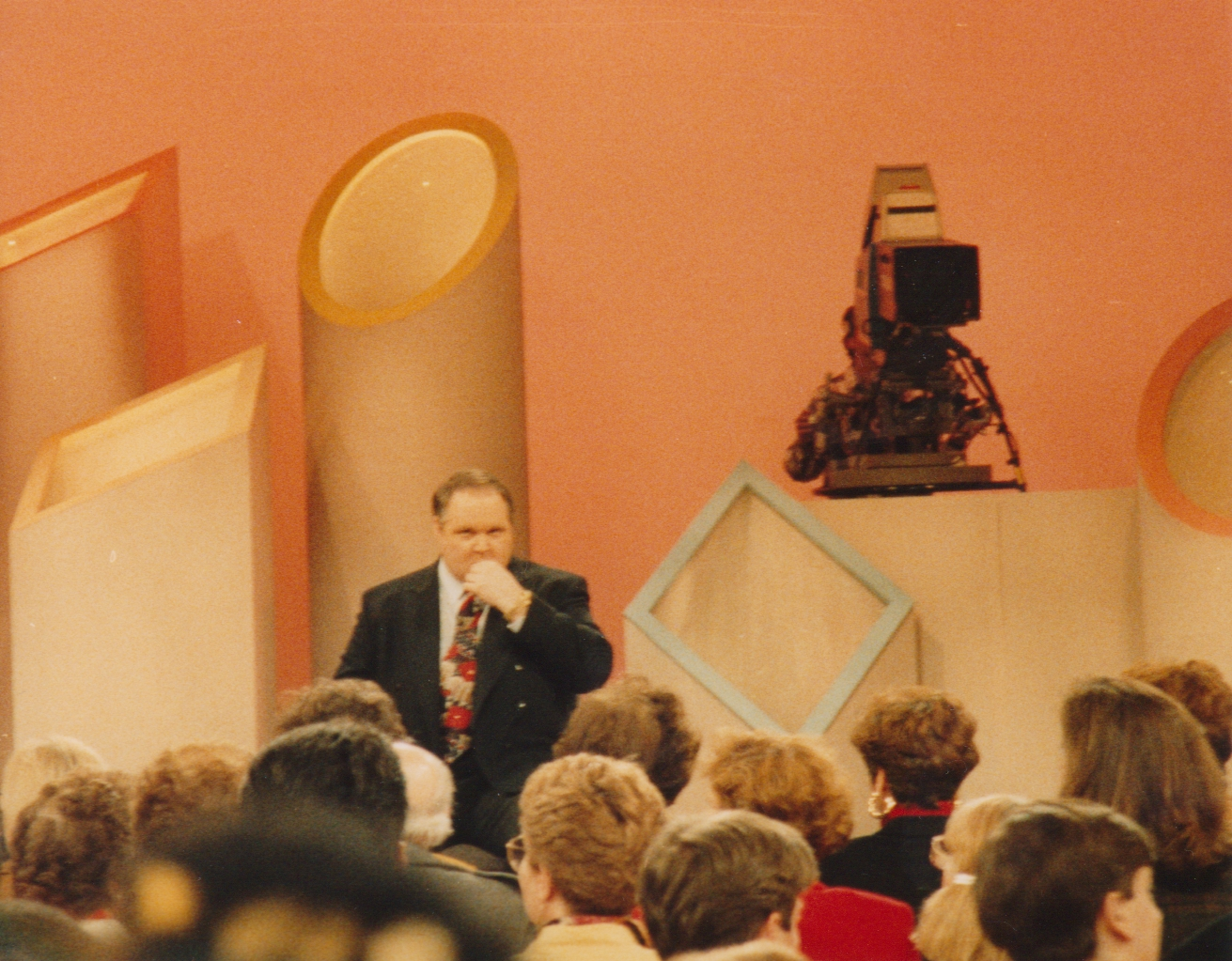
في عرض فيل دوناهو، 1991

في عام 1988، عرض إد مكلاكلين، المدير التنفيذي السابق لشبكة راديو ABC، على ليمبو تقديم الفقرة الوطنية الموزعة من 12 ظهرًا إلى 2 بعد الظهر على شبكة راديو ABC، ليحل محل أوين سبان. أمَّن ليمبو أيضًا عرضًا خاصًا من 10 صباحًا إلى 12 ظهرًا على WABC-AM في نيويورك ليحقق شرط عقده بالعمل في سوق ضمن الخمسة الأوائل كبديل عن ترك KMBZ.
بدأ ليمبو برنامجه الجديد في WABC-AM في 4 يوليو 1988، حيث ركزت الحلقة الأولى على إسقاط إيران للطيران الرحلة 655 في اليوم السابق. عرض برنامجه الوطني لأول مرة على 50 محطة في 1 أغسطس، وبعد ثلاثة أشهر توسع إلى 100 محطة. ظهر بعد أسابيع قليلة من المؤتمر الوطني الديمقراطي، وقبل أسابيع قليلة من المؤتمر الوطني الجمهوري. اتخذ ليمبو من WABC (AM) في مدينة نيويورك، ذو الصيغة الحوارية، منزلاً إذاعياً له لسنوات طويلة، حتى بعد انتقاله إلى ويست بالم بيتش، فلوريدا، حيث واصل بث برنامجه. انتقل عرض ليمبو في 1 يناير 2014 إلى WOR (AM)، المنافس لـWABC في نيويورك.
بحلول عام 1990، أنهى ليمبو جولته سباق راش نحو التميز التي قام بها لمدة عامين، حيث ظهر في مدن على مستوى الدولة. وقد أكمل 45 عرضًا في ذلك العام وبلغت أرباحه حوالي 360،000 دولار.
في ديسمبر 1990، أفاد لويس جروسبرجر في مجلة نيويورك تايمز أن ليمبو جذب "مستمعين أكثر من أي مقدم برنامج حواري آخر"، واصفاً أسلوبه بأنه "مزيج بين المحاضر الجاد والفودفيلي السياسي". ارتفعت مكانة ليمبو مع حرب الخليج الثانية عبر دعمه الثابت للجهود الحربية وسخريته من نشطاء السلام.[وفقًا لِمَن؟] نقل البرنامج إلى محطات ذات جمهور أكبر ليذيع على أكثر من 650 محطة إذاعية في جميع أنحاء البلاد.
أسس ليمبو نفسه كمعلق سياسي مؤثر بحلول الانتخابات الرئاسية الأمريكية 1992. دعم ليمبو بات بوكانان في الانتخابات التمهيدية للحزب الجمهوري، مما ساهم في نجاح بوكانان المبكر. سعت حملة جورج بوش الأب لاستمالة ليمبو بعد ذلك، ودعته للمبيت في غرفة لنكولن في البيت الأبيض. منح ليمبو مقعدًا في صندوق الرئيس في ملعب أسترو في هيوستن خلال المؤتمر الوطني الجمهوري لعام 1992. وظهر كل من الرئيس بوش ونائبه دان كويل في برنامج ليمبو.
في نوفمبر 1992، انتخب الديمقراطي بيل كلينتون رئيسًا للولايات المتحدة. سخر ليمبو من سياسات كلينتون والسيدة الأولى هيلاري كلينتون، ومن سياسات الحزب الديمقراطي. بعد الثورة الجمهورية التي استعادت خلالها الحزب السيطرة على الكونغرس في انتخابات التجديد النصفي لعام 1994، منح الجمهوريون ليمبو عضوية فخرية في كتلتهم، اعترافًا بدوره في نجاحهم.
في عام 1995 بدأ ليمبو بيع خط ربطات العنق تحت العلامة التجارية قالب:مجموعة بلا حدود التي صممتها زوجته آنذاك مارتا دون مواضيع متعلقة بالسياسة. اشتكى ليمبو من تغطية وسائل الإعلام للخط، معتبراً أنها قللت من جراءة الربطات، مما يعكس عدم دقتهم العامة. بيعت الربطات في حوالي 1،500 منفذ بيع بالتجزئة بحلول عام 1996، محققة مبيعات تجاوزت 5،000،000 دولار في العام الأول. وصفت صحيفة نيويورك تايمز التصاميم بأنها تهدف إلى إثارة الحواس بطرق فريدة. في عام 2000، أجر ليمبو قائمة البريد الإلكتروني التي جمعها من موقع بلا حدود لحملة رودي جولياني. تراجع العمل بعد انفصاله عن مارتا لكن في عام 2020 استمرت شركة TieGal، Inc. في بيع الربطات بسعر 29 دولار لكل منها.

### العقد الأول من القرن 2000
أعلن ليمبو عن صعوبات شخصية في العقد الأول من القرن 2000. أقر في أواخر عام 2001 بأنه أصبح تقريبًا أصم تمامًا، ومع ذلك استمر في تقديم برنامجه. استعاد الكثير من سمعه بمساعدة زراعة قوقعة في عام 2001.
في عام 2003، عمل ليمبو مؤقتًا كمعلق لكرة القدم الاحترافية مع إي إس بي إن. استقال بعد أسابيع من بداية موسم الدوري الوطني لكرة القدم الأمريكية لعام 2003 بسبب تصريحاته حول تغطية الصحافة للاعب ظهير ربعي دونوفان مكباب، مما أثار اتهامات بـعنصرية. كان تعليقه عن مكباب:
لا أرى أن الأمر كان جيدًا منذ البداية. يشهد الدوري الوطني لكرة القدم الأمريكية بعض القلق الاجتماعي. ترغب وسائل الإعلام بشدة في نجاح لاعب وسط أسود. تهتم بنجاح المدربين ولاعبي الوسط السود. تتركز الآمال على ماكناب الذي نال تقديرًا كبيرًا لم يستحقه أداء فريقه حقًا. الدفاع كان هو العامل الأساسي لنجاح الفريق.

اعتبر الصحفي بيتر كينغ التعليق "غبيًا". كتب محلل الرياضة ألين بارا أن العديد من مشجعي ومحللي كرة القدم شاركوا وجهة نظر ليمبوغ، ورأى أن الادعاء بأن وسائل الإعلام الرياضية لم تبالغ في تقدير دونوفان ماكناب لأنه أسود هو قول "مضحك". 

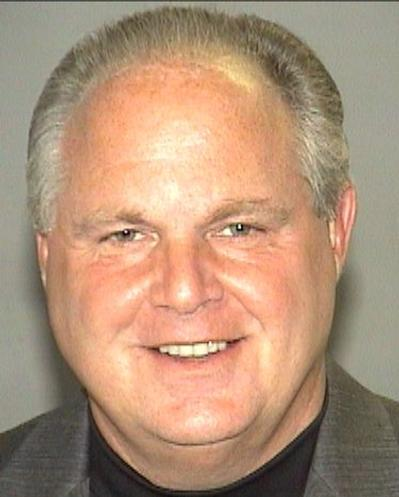
ليمبو في عام 2006

في عام 2003، اعترف ليمبو بإدمانه على مسكنات الألم وسعى للعلاج. في أبريل 2006، سلم ليمبو نفسه للسلطات بموجب مذكرة من مكتب النائب العام في مقاطعة بالم بيتش، واعتُقل بتهمة "الاحتيال في وصفة طبية". لاحقاً، محا المحققون سجله.

### 2010s
في عام 2013، درست كومولوس ميديا إيقاف عرض برنامج ليمبو في مدن رئيسية مثل نيويورك وشيكاغو ودالاس وواشنطن العاصمة وديترويت عند انتهاء عقده بنهاية العام بسبب تأثر عائداتها الإعلانية بردود فعل المستمعين على تعليقاته المثيرة للجدل. أكد ليمبو أن التقارير مبالغ فيها وأنها مجرد مفاوضات روتينية بين كومولوس وشبكات بريميير التابعة لـكلير تشانيل كومينيكيشنز. توصلت الأطراف لاتفاق جديد، وانتقل برنامج ليمبو اعتبارًا من 1 يناير 2014 من محطة كومولوس التقليدية في نيويورك إلى محطة WOR المملوكة لـكلير تشانيل، بينما استمر على محطات كومولوس في الأسواق الأخرى.

### عقد 2020
في يناير 2021، وصف ليمبو ضغوط البيع على المكشوف لأسهم GameStop بأنها "أكثر الأحداث إثارة للاهتمام" منذ فترة طويلة. وأكد أن "النخب متوترة بسبب تمكن مجموعة من المستخدمين العاديين من تحقيق المليارات".

### برنامج رش ليمبو
بثت محطة الإذاعة برنامج ليمبو لمدة ثلاث ساعات يومياً، بدءًا من الظهر بتوقيت المنطقة الزمنية الشرقية عبر الموجة المتوسطة والموجة المعدلة. كما بثته شبكة إذاعة القوات المسلحة عالميًا.
بدأ الانتقال من البث الإذاعي AM إلى FM في السبعينيات لإتاحة بث الموسيقى بتقنية الستيريو بجودة أفضل. لم تحظَ محطات AM في الولايات المتحدة بفرصة البث في الصوت المجسم حتى 2 أغسطس 1982. وزّع البرنامج الحواري لـ ليمبو وطنياً لأول مرة في أغسطس 1988 على نطاق الراديو AM. مهدت شعبية ليمبو الطريق لبرامج حوارات محافظة أخرى لتصبح شائعة على الراديو AM. شهدت التسعينيات زيادة في شعبية البرنامج، مما دفع بعض محطات FM لاعتماده. اعتبارًا من يناير 2019، ارتبط نحو نصف المحطات التابعة لـ ليمبو بنطاق FM.
ليمبو استخدم الدعائم والأغاني والصور لتقديم مونولوجاته حول مواضيع متعددة. في برنامجه الإذاعي، سبقت الأخبار عن الأشخاص المشردين غالبًا أغنية كلارنس "فروغمان" هنري "Ain't Got No Home".
في مارس 2006، أصبحت WBAL في بالتيمور أول محطة راديو في سوق كبير في البلاد تتخلى عن البرنامج الإذاعي الموزع على المستوى الوطني ليمبوه. في عام 2007، صنفت مجلة TALKERS البرنامج بالمرتبة رقم 1 في قائمة "مائة الأثقل" لأهم مقدمي البرامج الحوارية.
ذكر ليمبو كثيرًا شبكة EIB (شبكة الإذاعة المتفوقة)، التي سجلت علامتها التجارية في 1990. وزع إدوارد ف. ماكلوغلين، الرئيس السابق لشبكة ABC، لأول مرة برنامج ليمبو عبر شركته EFM ميديا التي أسسها في 1988. في 1997، باع ماكلوغلين EFM إلى جاكور كوميونيكيشنز، والتي اشترتها لاحقًا كلير تشانل كوميونيكيشنز. امتلك ليمبو غالبية البرنامج الذي وزعته شبكة بريميير راديو.
وفقًا لمقال عام 2001 في يو إس نيوز آند وورد ريبورت، وقع ليمبو عقدًا لمدة ثماني سنوات بقيمة 31.25 مليون دولار سنويًا. في عام 2007، كسب ليمبو 33 مليون دولار. أفاد استطلاع رأي أجرته زغبي إنترناشيونال في نوفمبر 2008 أن ليمبو كان الشخصية الإخبارية الأكثر ثقة في البلاد، حاصلاً على 12.5% من ردود الاستطلاع.
وقع ليمبو عقدًا بقيمة 400 مليون دولار لمدة ثماني سنوات في عام 2008 مع Clear Channel Communications، ليصبح المذيع الأعلى أجرًا في الراديو الأرضي. في 2 أغسطس 2016، مدد ليمبو عقد 2008 لمدة أربع سنوات. أعلنت Premiere Radio Networks وأي هارت ميديا عند التمديد أن برنامجه شهد نموًا بنسبة 18% في الجمهور من البالغين 25-54، و27% في النساء 25-54، وزيادة في الإيرادات الإعلانية بنسبة 20% سنويًا.
في عام 2018، حصل ليمبو على لقب ثاني أعلى مُضيف إذاعي أجرًا في العالم بعد هوارد ستيرن، حيث كسب 84.5 مليون دولار. في 5 يناير 2020، جدد ليمبو عقده مجددًا. أشارت تقارير الإعلام إلى أنه تجديد "طويل الأجل" دون تحديد المدة، لكن دونالد ترامب ذكر أنه عقد لمدة أربع سنوات.
تم اختيار المضيف الضيف المنتظم كين ماثيوز أيضًا في قائمة "Heavy Hundred" لمجلة TALKERS.
في مايو، أعلنت Premiere Networks أنه في 21 يونيو 2021، سيتولى كلاي ترافيس وBuck Sexton وقت برنامج The ليمبو Show الإذاعي في مئات الأسواق.

### برنامج تلفزيوني
أنتج روجر آيلز برنامجاً تلفزيونياً لليمبو بمدة نصف ساعة من 1992 حتى 1996. ناقش البرنامج مواضيع مشابهة لبرنامجه الإذاعي وصُور أمام جمهور. احتل البرنامج المرتبة الثالثة في التصنيف بين البرامج الليلية بعد Nightline وThe Tonight Show with Jay Leno بعد ظهوره الأول في 12 سبتمبر 1992. أعرب ليمبو عن حبه لتقديم برنامجه الإذاعي، وليس البرنامج التلفزيوني.

### ظهور في وسائل الإعلام الأخرى
استضاف ليمبو أول تجربة تلفزيونية له في 30 مارس 1990، حيث ظهر كضيف مضيف في برنامج عرض بات ساجاك على سي بي إس. أزعج نشطاء ACT UP في الجمهور ليمبو بشكل متكرر، مما أدى إلى إخلاء الجمهور بالكامل من الاستوديو. قال ساجاك في عام 2001 إن الحادثة أصبحت "أسطورية حول سي بي إس".
في 17 ديسمبر 1993، ظهر ليمبو في العرض المتأخر مع ديفيد ليترمان. وشارك كضيف بشخصيته في حلقة عام 1994 من Hearts Afire، وظهر في فيلم بيلي كريستال لعام 1995 Forget Paris، وفي عام 1998 ظهر في حلقة من ذا درو كاري شو.
في عام 2007، ظهر ليمبو في أدوار شرفية على قناة فوكس نيوز في العرض القصير موجز الأخبار لمدة 1/2 ساعة، حيث صوّر كرئيس المستقبل رئيس الولايات المتحدة، وكان نائب رئيسه آن كولتر. شارك أيضًا في حلقة فاميلي غاي بعنوان "Blue Harvest"، محاكاة ساخرة لـحرب النجوم، وادّعى عبر الراديو أن "وسائل الإعلام المجرية الليبرالية" كذبت بشأن تغير المناخ على هوث، وزعم أن منصب لاندو كاليريسيان في مدينة كلاود نُسب إلى تمييز إيجابي. ظهر مجددًا في فاميلي غاي بحلقة 2010 "Excellence in Broadcasting" وحلقة 2011 "Episode VI: It's a Trap!"، وهي محاكاة ساخرة لفيلم حرب النجوم الجزء السادس: عودة الجيداي.

## وجهات النظر

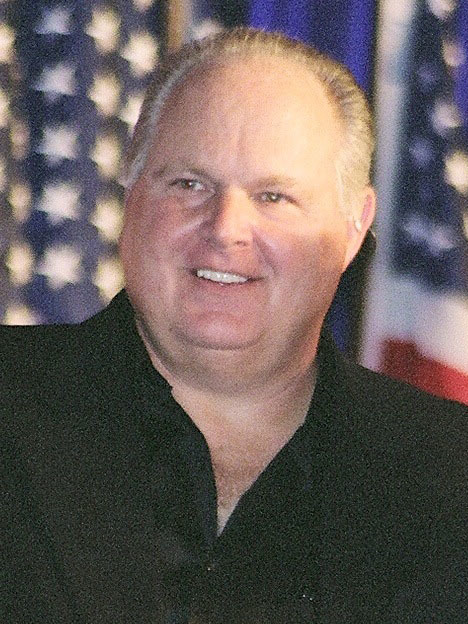
ليمبو في 2009

احتل ليمبو المرتبة الأولى في أكثر الكتب مبيعاً لنيويورك تايمز. وصف ليمبو نفسه بالمحافظ وانتقد المذيعين لادعائهم الموضوعية. دعا إلى تبني الفلسفات المحافظة الأساسية لضمان بقاء الحزب الجمهوري. انتقد ليمبو وسائل الإعلام وحركات النشطاء مثل النسوية، والبيئوية، ونشاط حقوق الحيوان لادعائها بأنها منافذ لـ"مناهضة الرأسمالية، إنسانوية علمانية، واشتراكية". دافع ليمبو عن استثنائية أمريكا وانتقد السياسيين الذين يعتقد أنهم يرفضون هذا المفهوم معتبراً إياهم غير وطنيين أو معادين لأمريكا.

### العرق
أدلى ليمبو بتصريحات مثيرة للجدل حول العرق والأمريكيين من أصل أفريقي. أعرب عن رأيه بأن صور المجرمين في الصحف تشبه جيسي جاكسون، وذكر أن "اتحاد كرة القدم الأمريكي يبدو كأنه مباراة بين عصابة الدم وعصابة كريبس بدون أسلحة." استخدم خلال عمله كـ "إذاعة الإهانة" DJ قوالب نمطية عنصرية عند وصف متصل أسود، قائلاً "أخرج تلك العظمة من أنفك واتصل بي مرة أخرى"، وعبّر عن شعوره بالذنب لاحقًا. في عام 2008، أكد أن الأمريكيين من أصل أفريقي "متخلفين" اجتماعيًا بسبب تدريبهم على كراهية الولايات المتحدة منذ الصغر بسبب دولة رفاهية.
جادل ليمبو بأن السياسيين الليبراليين شجعوا الهجرة من أمريكا اللاتينية لكنهم أعاقوا اندماجهم عمدًا لإنشاء عدم مساواة عرقية لاستغلالهم كقاعدة تصويتية. وأكد أن استمرار قبولهم سيؤدي إلى انهيار ديمقراطية تمثيلية وسيادة القانون في الولايات المتحدة. وانتقد قانون الهجرة والجنسية لعام 1965 لهذا السبب.
قال عن إبادة الأمريكيين الأصليين: "هولوكوست 90 مليون هندي؟ لم يتبق سوى 4 ملايين؟ لديهم جميعًا كازينوهات، ماذا هناك للشكوى؟"

### الضرائب
وصف جيمس فالوز الأيديولوجية الاقتصادية لليمبو بأنها "نسخة عقائدية من اقتصاد الموارد الجانبية" وأوضح أنه يستشهد بكثرة بـوول ستريت جورنال في برامجه وكتبه. دعا ليمبو إلى تخفيض الضرائب، بما فيها ضريبة تصاعدية تركز على الأثرياء، وادعى أن الأثرياء يتحملون عبئًا ضريبيًا غير مبرر نظراً لدفعهم غالبية الضرائب في الولايات المتحدة. زعم ليمبو أن تخفيض المعدلات الضريبية الهامشية سيخفض الفقر وعدم المساواة بإزالة العوائق أمام النمو الاقتصادي، وأن خفضها على الأثرياء سيزيد من إيراد ضريبي عبر زيادة الإنتاج. نسب ليمبو نجاح تخفيضات الضرائب لرونالد ريغان في إنهاء ركود الثمانينات، وحمل ركود أوائل التسعينيات وزيادة عدم المساواة على "الإجراءات الضريبية المصادرة" التي أثقلت الطبقة الوسطى الأمريكية.

### المثليون والإيدز
عبّر ليمبو عن مواقف معادية للمثليين واعتبر العلاقات الجنسية المثلية غير صحية. أدلى بتصريحات رهاب المرضى بالإيدز حول ضحايا إيدز في الثمانينيات والتسعينيات، واصفًا الفيروس بـ"مرض روك هدسون" و"الفيروس الوحيد الذي يتمتع بحماية فدرالية". استخدم ليمبو أغنية ديون وارويك "سأحبك بهذه الطريقة مجدداً" كخلفية للتقارير عن مرضى فيروس نقص المناعة البشرية/الإيدز في برنامجه الإذاعي. لاحقًا، تحولت هذه التقارير إلى "عازل ذكري"، وسبقها أغنية The 5th Dimension "Up، Up and Away". دافع ليمبو عن استجابة الرئيس ريغان لأزمة فيروس نقص المناعة البشرية/الإيدز وزعم خطأ أن الإيدز لم "ينتشر إلى المغايرين جنسيًا" في الولايات المتحدة. عند وفاة فريدي ميركوري بمضاعفات الإيدز في عام 1991، قام ليمبو بتشغيل مقطع من أغنية "Another One Bites the Dust". في أوائل التسعينيات، قدم ليمبو فقرة "تحديث الإيدز" التي كانت تسخر من وفاة الأفراد المثليين بسبب فيروس نقص المناعة البشرية/الإيدز، وكان يقرأ أسماء الراحلين. خلال الفقرة، شغّل أغاني مثل "سأحبك بهذه الطريقة مجدداً" وأغنية جوني لي "Looking for Love in All the Wrong Places"; وأفادت لوس أنجلوس تايمز بأن ليمبو قال، "المثليون يستحقون مصيرهم". وصف ليمبو لاحقًا الفقرة بأنها "الأمر الوحيد الأكثر ندمًا الذي قمت به على الإطلاق".
في عام 2013، صرّح ليمبو بأن قضية زواج المثليين خاسرة، معتبراً أن خسارة اللغة في هذا الموضوع تجعل الأمر حتمياً. وذكر أن استخدام مسميات مثل الزواج التقليدي والزواج المغاير يدل على انتهاء النقاش. في فبراير 2020، تكهن ليمبو بفشل بيت بوتجيج في الفوز بـالانتخابات الرئاسية 2020 بسبب ميوله الجنسية.

### الرضائية الجنسية
رفض لمبياه مفهوم الرضا في العلاقات الجنسية. اعتبر الرضا "المفتاح السحري إلى اليسار". في عام 2014، انتقد سياسة جامعة ولاية أوهايو التي تشجع على الموافقة اللفظية، قائلاً "كم منكم أيها الرجال... تعلم أن 'لا' تعني 'نعم' إذا كنت تعرف كيف تكتشف ذلك؟" استخدمت اللجنة الديمقراطية لحملة الكونغرس تصريحاته للدعوة إلى مقاطعة (عقاب) برنامجه والمعلنين، مدعية أنها تأييد لاعتداء جنسي. أنكر لمبياه ذلك، وهدد المتحدث باسمه بريان جليكليك والمحامية باتريشيا جلاسر بدعوى تشهير ضد DCCC. أكدت المتحدثة باسم المنظمة إميلي بيتنر عدم تلقي DCCC أي مراسلات من لمبياه أو محاميه.

### سياسة المخدرات
انتقد ليمبو بشدة التساهل تجاه استخدام المخدرات الإجرامي في الولايات المتحدة. في برنامجه التلفزيوني بتاريخ 5 أكتوبر 1995، صرح بأن "الكثير من البيض يفلتون من عقوبة استخدام المخدرات" وتهريبها غير القانوني. اقترح ليمبو إصلاح التفاوت العنصري في تطبيق قوانين المخدرات بزيادة جهود الكشف ومعدلات الإدانة ومدة السجن للبيض المشاركين في المخدرات. دعم عقوبات الحد الأدنى الإلزامية لمواجهة وباء الكراك كوكايين في الثمانينيات. اتهم ليمبو دعاة تقنين القنب بالنفاق لدعواتهم للسيطرة على التبغ وانتقادهم سيجارة إلكترونيةs، وقارنهم بـ"Big Tobacco" في كولورادو. بعد إقامة ليمبو في منشأة لإعادة التأهيل عام 2003، أعادت وسائل إعلام عدة تسليط الضوء على تعليقاته عن متعاطي المخدرات.

### القضايا البيئية
عارض ليمباو بيئوية وعلم المناخ. أنكر علاقة مركبات الكلوروفلوروكربون باستنفاد طبقة الأوزون، مدعيًا عدم دعم الأدلة العلمية لها. جادل ضد الإجماع العلمي لتغير المناخ، واصفًا إياه بأنه "مجرد مجموعة من العلماء حول فرضية سياسية". زعم أن توقعات تغير المناخ نتاج محاكاة بالحاسوبات ذات دوافع أيديولوجية دون دعم دليل تجريبي، وهو ادعاء دحض على نطاق واسع. استخدم مصطلح "مختل بيئي" للإشارة إلى مؤيدي البيئة اليساريين وعلماء المناخ السائدين والناشطين البيئيين المختلفين معه. عارض الاعتمادات التلوثية، ونظام تحديد سقف وتبادل الكربون، مدعيًا أنه يفيد المصارف الاستثمارية الأمريكية الكبرى مثل غولدمان ساكس ويدمر الاقتصاد الأمريكي.
ليمبو كتب أن "هناك مساحات من الغابات في أمريكا اليوم أكثر مما كانت عليه عندما اكتشف كولومبوس القارة في عام 1492"؛ ومع ذلك تبلغ تغطية الغابات تقريبا 75% مما كانت عليه في عام 1630.
عارض ليمبو بشدة الصفقة الجديدة الخضراء ورعاها ألكساندريا أوكاسيو-كورتيز.

### النسوية
انتقد ليمبو نسوية واعتبرها تخدم الليبراليين دون النساء بشكل عام. في عمود صحفي، صرح بأنها "أُنشئت لتمكين النساء غير الجذابات من الاندماج في المجتمع." هاجم أعضاء الكونغرس الديمقراطيين الذين دعوا لزيادة تمثيل النساء في الكونغرس واعتبرهم منافقين لمعارضتهم المرشحات الجمهوريات. استخدم مصطلح "feminazi" الذي وصفته نيويورك تايمز في 1994 كواحد من "ألقابه المفضلة لمؤيدي حقوق المرأة". وفقًا لـليمبو في 1992، تعتبر بعض النسويات أن "ضمان حدوث أكبر عدد من عمليات الإجهاض هو الأهم في الحياة". استعمل المصطلح للإشارة إلى الحراك النسائي في الولايات المتحدة (2017) واصفًا إياه بـ"مسيرة النسوية المهترئة". نسب الفضل في نحت المصطلح إلى صديقه Tom Hazlett، أستاذ القانون والاقتصاد في جامعة جورج ماسون.

### الإجهاض
في عام 1989، بث ليمبو لمدة أسبوعين في برنامجه الإذاعي في ساكرامنتو مقاطع بعنوان "مكالمات إجهاض". أنهى ليمبو المكالمات فجأة بأصوات مكنسة كهربائية وصراخ، نافياً لاحقًا أنه "أغلق الخط". ادعى ليمبو استخدام هذه الحيلة لتوضيح "مأساة الإجهاض" وتسليط الضوء على قضية اعتباره جريمة قتل.

### الشرق الأوسط
أيّد ليمبو حرب العراق وأشار في 2002 إلى قصف العراق إبان حكم حزب البعث كإنتقام لـ هجمات 11 سبتمبر. ورغم عدم العثور على أسلحة دمار شامل عراقية، دعم نظريات وجودها. وصرح بشأن فضيحة إساءة معاملة السجناء والتعذيب في سجن أبي غريب بأنَّ الأمور لا تختلف عن حفل تنصيب جمعية الجمجمة والعظام، معتبراً أنها ستدمر حياة الناس وتعطل الجهود العسكرية. أثناء مؤتمر العمل السياسي للمحافظين 2009، اتهم ليمبو قادة الكونغرس الديمقراطيين مثل هاري ريد بتعمد تقويض الجهود الحربية.
خلال أزمة الخليج الفارسي 2019–21، أشاد ليمبو بالغارة الجوية بطائرة بدون طيار على مطار بغداد الدولي في 2020 التي قتلت قائد الحرس الثوري الإيراني اللواء قاسم سليماني، واتهم معارضي الغارة بدعم إيران على حساب الولايات المتحدة. في 6 يناير 2020، أثنى ليمبو على دونالد ترامب خلال مقابلة في برنامجه لرفضه الغارة.

### تجارة
في عام 1993، أيد ليمبو نافتا، مازحًا بأن هذا سيترك الولايات المتحدة بوظائف أفضل فقط. أشاد نائب الرئيس آل جور بليمبو خلال مناظرة متلفزة في عام 1993 ضد روس بيرو، باعتباره واحدًا من "الأمريكيين المرموقين" الذين دعموا نافتا، رغم العداء بينه وبين إدارة بيل كلينتون. لاحقًا، انتقد ليمبو نافتا والاتفاقيات التجارية، زاعمًا أنها قللت من سيادة الوطنية بخضوع أمريكا لمحاكم دولية مثل منظمة التجارة العالمية والمحكمة الجنائية الدولية. زعم أيضًا فشل الوعود بمنع هجرة جماعية عن طريق تنشيط اقتصاد أمريكا اللاتينية. دعم إعادة التفاوض على نافتا وتأييد الاتفاقية النهائية الاتفاقية بين الولايات المتحدة والمكسيك وكندا.
دافع ليمباو عن تعريفات ترامب الأولى والحرب التجارية بين الصين والولايات المتحدة كاستجابة مشروعة للممارسات التجارية الصينية المفترسة والنظام الاقتصادي الشيوعي المخطط مركزياً.

### نظريات المؤامرة حول باراك أوباما
عارض Rush ليمبو بشدة باراك أوباما خلال الانتخابات الرئاسية لعام 2008، ونشر ادعاءات كاذبة بأن أوباما لم يكن مواطنًا أمريكيًا ولم يولد في الولايات المتحدة. توقع ليمبو عدم تمكن أوباما من الفوز بالانتخابات. في 16 يناير 2009، علق ليمبو على رئاسة أوباما قائلاً: "أأمل أن يفشل". أوضح لاحقًا أنه يهدف لفشل سياسات أوباما، وليس الرئيس شخصيًا. أشار ليمبو في كثير من الأحيان إلى إدارة أوباما بأنها "نظام" أو "طغمة حاكمة". قال Limbaugh عن أوباما: "إنه رئيسي، إنه إنسان، وأفكاره وسياساته هي ما يهمني". لاحقًا، أحبط ليمبو الجهود الرامية لعزل باراك أوباما معتبرًا إياها غير واقعية سياسيًا.
اتهَم ليمبو أوباما باستخدام عرقه لمنع الانتقاد لسياساته، وذكر أن نجاحه في سنته الأولى في المنصب تحقق فقط بسبب خوف الأعضاء المحافظين في الكونغرس الواحد المائة والحادي عشر من اتهامهم بالعنصرية. عرض ليمبو سكتشًا متكررًا ظهر فيه زميله جيمس غولدن، واصفًا نفسه بأنه "أفريقي أمريكي مؤهل بما يكفي لانتقاد أوباما"، في دور كاميو كـ"الناقد الرسمي لـEIB لأوباما".
ليمبو ألقى باللوم على سياسة أوباما الخارجية لسحب القوات الأمريكية من العراق وتمكين صعود الدولة الإسلامية في العراق والشام. وادعى ليمبو أن هجوم بنغازي 2012 نجم عن عملية اتجار غير مشروع بالأسلحة إلى المعارضة السورية بتوجيه من أوباما وتنسيق السفير كريستوفر ستيفنز، مع تكهنات عن كشف رسائل البريد الإلكتروني للجنة الوطنية الديمقراطية لعام 2016. وانتقد إعادة ضبط العلاقات مع روسيا، مستنكرًا حكم فلاديمير بوتين كاستمرار ضعيف للالاتحاد السوفيتي وماركسية لينينية. وهاجم خطة العمل الشاملة المشتركة وقرار تصديق أوباما عليها كاتفاق تنفيذي، زاعماً استخدامها لمراقبة خصومه السياسيين. كما أوضح أن قلة الشفافية في اتفاقيات خطة العمل قد تلزم الولايات المتحدة عسكريًا بالدفاع عن إيران ضد هجوم إسرائيلي محتمل.
ألقى ليمبو باللوم على أوباما خلال تفشي فيروس إيبولا في غرب أفريقيا في عام 2014، لعدم إيقاف السفر جواً إلى المنطقة، مما أدى إلى انتشار المرض في الولايات المتحدة. وادعى أن مراكز السيطرة على الأمراض والوقاية منها ووسائل الإعلام والحكومة قللت من خطورة المرض، مشككًا في التوافق العلمي حول انتقاله فقط عبر السوائل الجسدية. انتقد ديفيد كويمين فكرة حظر السفر إلى غرب أفريقيا، قائلًا إن ليبيريا تأسست نتيجة العبودية في الولايات المتحدة، بينما رد ليمبو بأن إدارة أوباما سمحت بنقل إيبولا إلى الولايات المتحدة بدافع الشعور بالذنب تجاه العبودية.
مازح ليمبو أن ثوران إيافيالايوكل 2010 كان رداً من الله على تمرير قانون الرعاية الصحية الأمريكي.

### العلاقة مع دونالد ترامب

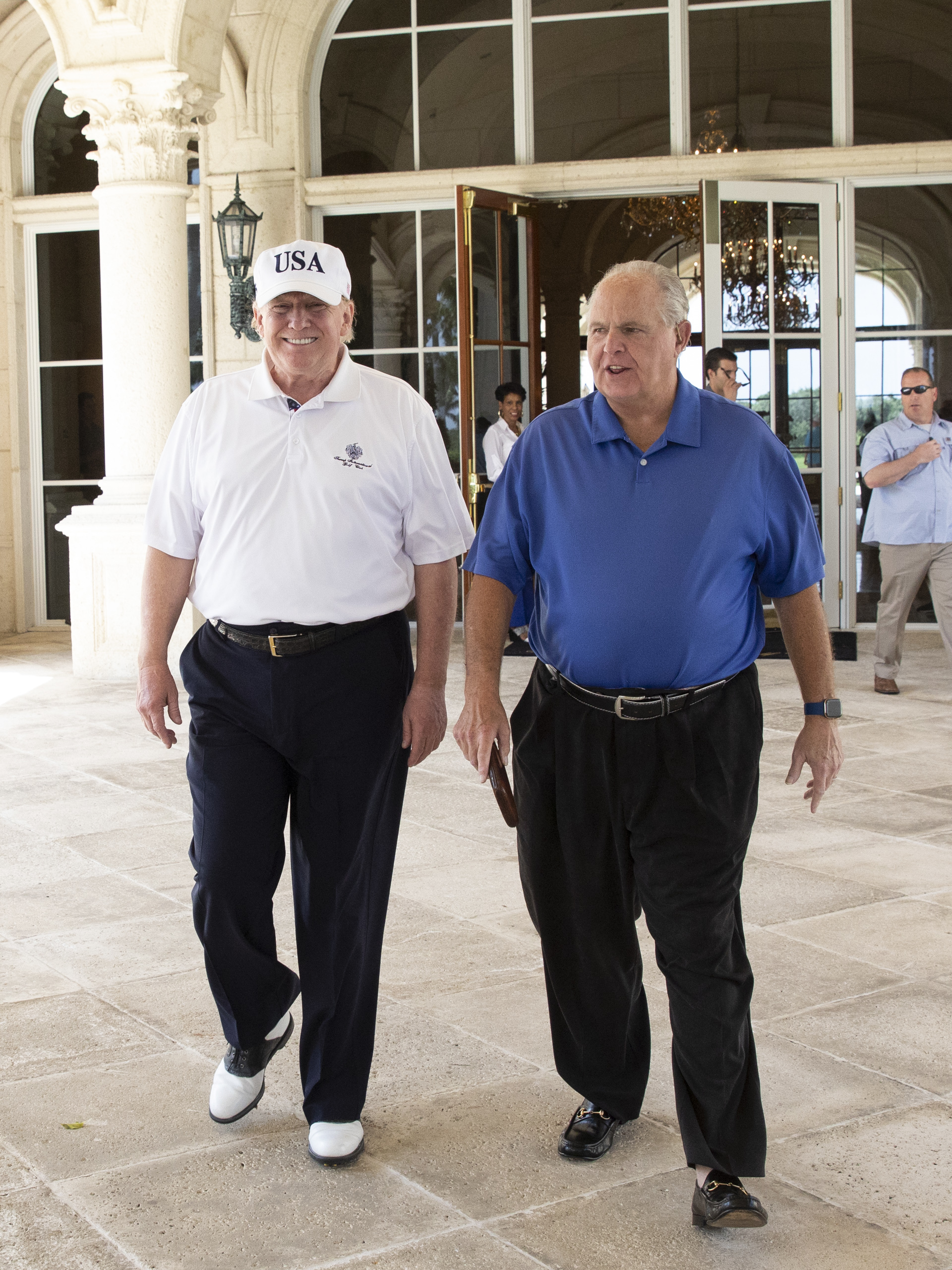
ليمبو مع الرئيس دونالد ترامب في نادي ترامب الدولي للجولف في 2019

دعم ليمبو باستمرار ترشح ورئاسة دونالد ترامب الأولى، رغم مساندته لـتيد كروز خلال أوليات الحزب الجمهوري الرئاسية لعام 2016 واعتراضه على معاملة ترامب لكروز. انتقد ليمبو لاحقاً تردد كروز في دعم ترامب بعد ترشيحه في المؤتمر الوطني الجمهوري لعام 2016، مقارناً ذلك بدعم إدوارد كينيدي الفاتر لـجيمي كارتر في المؤتمر الوطني الديمقراطي لعام 1980. بعد الانتخابات، أيد ليمبو نظريات المؤامرة العميقة، زاعماً أن الولايات المتحدة دخلت في "حرب أهلية باردة" حيث يحاول الحزب الديمقراطي بشكل غير شرعي قلب نتائج الانتخابات، وأن ذلك كان جزءًا من توجه الديمقراطيين للطعن في الانتخابات بدءًا من إعادة فرز انتخابات فلوريدا 2000 بهدف القضاء في نهاية المطاف على الانتخابات الحرة في الولايات المتحدة.
في ديسمبر 2018، انتقد ليمبو ترامب لقبوله قرار تمويل الحكومة حتى 8 فبراير 2019 دون تمويل الجدار الحدودي على الحدود الأمريكية المكسيكية. لاحقًا، اتصل ترامب بليمبو ليعلن نيته في نقض مشروع القانون، مما أدى إلى إغلاق الحكومة الفيدرالية الأمريكية 2018–19. واصل ليمبو دعم الإغلاق قائلاً: "لدينا رئيس يفي بالوعود يمينًا ويسارًا". بعد إعلان ترامب حالة الطوارئ الوطنية على الحدود الجنوبية وفشل الكونغرس في تجاوزها، دعا ليمبو ترامب إلى إغلاق الحدود مع المكسيك تمامًا.
لينباو استهان بالجدل حول الاتصالات بين فريق ترامب والمسؤولين الروس . وذكر أن تحقيقات FBI في مايكل فلين وبول مانافورت وتحقيق المستشار الخاص بإشراف روبرت مولر، نسقها باراك أوباما والحزب الديمقراطي لتقويض شرعية رئاسة ترامب كجزء من انقلاب غير قانوني. وزعم لينباو أن مكتب التحقيقات الفيدرالي نصب فخًا لجورج بابادوبولوس، مشيرًا إلى أن جوزيف ميفسود كان مخبرًا للمكتب من خلال ستيفان هالبر كجزء من "سياسة تأمين" ضد انتخاب ترامب بتحالف الاستخبارات خمس أعين. ودعا لأصدار عفو رئاسي شامل للمدانين أو المتهمين في التحقيق. وبعد نشر تقرير مولر، عارض استنتاجه القائل بأن ويكيليكس حصل على رسائل اللجنة الوطنية الديمقراطية من الحكومة الروسية وانتقد توصيف اجتماع دونالد ترامب الابن في برج ترامب. وادعى أن مزاعم عرقلة العدالة ضد ترامب وُجِّهت لأن التقرير خلص إلى عدم تعاون ترامب المباشر مع الروس، واعتبر نية ترامب لإقالة مولر والنائب العام جيف سيشنز مبررة.
دعم ليمبو اللجنة الاستشارية الرئاسية للنزاهة الانتخابية وادعى ترامب خسارته في التصويت الشعبي بسبب انتحال شخصيات الناخبين من قبل المهاجرين غير الشرعيين.
بدأ مجلس النواب تحقيقًا رسميًا لمساءلة الرئيس ترامب بعد فضيحة مكالمة هاتفية في عام 2019 مع الرئيس الأوكراني فولوديمير زيلينسكي. ضغط ترامب على الحكومة الأوكرانية لمحاكمة مرشح الحزب الديمقراطي لعام 2020 جو بايدن بعد تجميد المساعدات العسكرية. جادل ليمبو بعدم ارتباط الحدثين لأن ترامب قرر حجب الأموال قبل شهر. زعم أيضًا أن مطالبة ترامب بمحاكمة بايدن مبررة قانونيًا استنادًا إلى معاهدة المساعدة القانونية المتبادلة لعام 1999 مع أوكرانيا. أكد أن ترامب "اتبع القانون لكشف الفساد" المتعلق بديمقراطيين مؤثرين مثل جو بايدن.

### الادعاء بتنفيذ هجمات زائفة
لينبوغ زعم أن محاولات تفجير البريد في الولايات المتحدة في أكتوبر 2018 ارتكبها أشخاص كجزء من عملية راية كاذبة لتحويل الانتباه عن قوافل المهاجرين من أمريكا الوسطى. وأعاد تأكيد هذه الادعاءات بعد أسبوعين من اعتقال المشتبه به الرئيسي سيزار سايوك، المسجل كـجمهوري.
في برنامجه، أشار ليمبو إلى أن هجوما كرايستشيرش 2019 قد يكون عملية علم زائف. وصف ليمبو نظرية بأن المسلح كان "يساريًا" يسعى لتشويه اليمين. لم يقدم ليمبو أي مصدر أو دليل، لكنه قال: "لا يمكنك استبعاد هذا فوراً. اليسار هكذا مجنون، إنهم بهذا الجنون."

## الجدل والأخطاء
كتب الكوميدي آل فرانكن، الذي أصبح لاحقًا عضوًا في مجلس الشيوخ، كتابًا ساخرًا في عام 1996 بعنوان رش ليمبو أحمق سمين كبير وملاحظات أخرى، واتهم فيه ليمبو بتشويه الحقائق لخدمة انحيازاته السياسية.
قامت Politifact بتصنيف 84٪ من تصريحات ليمبو المتنازع عليها على أنها تتراوح بين "غالبًا خطأ" و"أكاذيب صريحة"، بينما صنفت 5٪ منها على أنها "غالبًا صحيحة" و0٪ "صحيحة". تضمنت الادعاءات المفندة اقتراحات بأن وجود الغوريلا ينفي نظرية التطور، وأن تيد كينيدي حاول تقويض الرئيس ريغان برسالة إلى السكرتير العام للحزب السوفيتي يوري أندروبوف، وأن قلة الأعاصير تدحض تغير المناخ، وأن الرئيس أوباما أراد فرض الختان.

### هو جينتاو
تعرض ليمبوه لانتقادات حادة لاستهزائه بـهو جينتاو، إذ كان يشغل منصب الأمين العام للحزب الشيوعي الصيني والقائد الأعلى (الصين) لجمهورية الصين الشعبية، وفي إحدى الحلقات وصف هو بأنه "ديكتاتور شيكوم"، وسخر من اللغة الصينية بكلمات مثل ching chong.

### جوزيف كوني
تساءل ليمبو في 14 أكتوبر 2011 عن مبادرة القوات المسلحة الأمريكية ضد جوزيف كوني وجيش الرب للمقاومة (LRA) متسائلًا إن كانوا مسيحيين. قال: "إنهم يقاتلون المسلمين في السودان. وأوباما أرسل قوات الولايات المتحدة لإزاحتهم من ساحة المعركة، مما يعني قتلهم." بعد معرفته بالاتهامات الموجهة إلى كوني مثل اختطاف الأطفال لاستخدامهم كجنود، صرح ليمبو بأنه سيبحث عن المجموعة.

### ديب واتر هورايزن
في عام 2010، وقع التسرب النفطي ديب واتر هورايزن في خليج المكسيك. تكهن ليمبو في برنامجه بأن الإرهابيين البيئيين دمروا عمداً بئر النفط بهدف تبرير حظر الرئيس أوباما على الحفر في المياه العميقة.

### توحيد اليمين
بعد احتجاجات شارلوتسفيل 2017 التي قام بها دعاة تفوق العرق الأبيض، وأدت إلى مقتل محتج مضاد في هجوم سيارة شارلوتسفيل، قال ليمبو إن نشطاء حياة السود مهمة وAntifa، وروبرت كريمر أثاروا العنف. وادعى بلا دليل أن استجابة الشرطة كانت متعمدة من قبل تيري ماك أوليف كمحاولة فاشلة لبدء حملة رئاسية في الانتخابات الرئاسية التمهيدية للحزب الديمقراطي 2020، وأنها جزء من حملة "ممولين دوليين" مثل جورج سوروس لبدء حرب أهلية أمريكية ثانية لإزالة وضعها كـ قوة عظمى عالمية.

### تشيلسي كلينتون
أثناء إدارة كلينتون، أشار ليمبو أثناء تسجيل برنامجه التلفزيوني إلى تغطية وسائل الإعلام لـسوكس، قطة آل كلينتون. ثم قال: "لكن هل تعلم أن هناك أيضًا كلب في البيت الأبيض؟" وعرض صورة لـتشيلسي كلينتون التي كانت تبلغ من العمر 13 عامًا في ذلك الوقت.

### مايكل جي فوكس
في أكتوبر 2006، صرح مايكل جي فوكس، المصاب بـمرض باركنسون، أن إعلاناً تلفزيونياً سياسيًا بالغ في تأثيرات إعاقته لدعوة تمويل أبحاث الخلايا الجذعية. اتهم ليمبو فوكس بأنه "بلا خجل" و"يتحرك ويهتز"، مشيرًا إلى عدم تناوله لدوائه أو تمثيله. رد فوكس قائلاً إنه كان "مفرطًا في تناول الدواء"، وأنه لا يمكن التنبؤ بكيفية ظهور الأعراض. وعد ليمبو بالاعتذار "كبيرًا، هائلًا ... إذا كانت وصفه لسلوك فوكس تمثيلاً خاطئًا". في 2012، ذكر فوكس أن ليمبو كان يتصرف بدافع "غريزة التنمر" واتهمه بمحاولة تهميشه وإسكاته بسبب موقفه من الخلايا الجذعية.

### الجنود المزيفون
في عام 2007، صنف ليمبو قدامى المحاربين في حرب العراق المعارضين للحرب كـ"جنود مزيفون"، وفق ما ذكرت Media Matters. لاحقًا، قال ليمبو إنه قصد جيسي ماكبيث، الذي ادعى كذبًا نيله وسامًا للشجاعة دون أن يشهد قتالًا. زعم ليمبو أن Media Matters شوهت سمعته عبر اقتباسات محررة خارج سياقها. بعد نشر ليمبو لما اعتبره النص الكامل، ذكرت Media Matters أن أكثر من دقيقة و30 ثانية حُذفت دون إشارات قطع. رد ليمبو بأن الحذف كان انتظارًا لتقرير من ABC News، وأن التغييرات جاءت لمساحة وملاءمة، وليس للإخفاء. وقّع السيناتور هاري ريد و41 ديمقراطيًا، بينهم هيلاري كلينتون، رسالة تطلب من الرئيس التنفيذي لشركة Clear Channel إدانة ليمبو، الذي أرسل بدوره الرسالة إلى ليمبو للمزاد. جمع المزاد 2.1 مليون دولار، في رقم قياسي لمزاد خيري على إيباي. تعهد ليمبو بمضاهاة التبرع وتقديمه لمؤسسة مشاة البحرية-القانون.

### محاولة تملك الرامز
انتقل فريق الدوري الوطني لكرة القدم الأمريكية إلى سانت لويس (ميزوري). أراد ليمبو أن يصبح أحد المالكين الجزئيين، لكن في أكتوبر 2009، استبعدته المجموعة التي خططت لشراء الرامز. ألقى ليمبو باللوم على أل شاربتون وجيسي جاكسون وآخرين لفشل محاولته للتملك.

### ساندرا فلووك
في 29 فبراير 2012، وصف ليمبو طالبة القانون ساندرا فلووك بـ"العاهرة" و"بائعة هوى" أثناء حديثه عن تفويض وسائل منع الحمل.  انتقد ليمبو خطاب فلووك أمام الديمقراطيين في مجلس النواب الذي دعم تغطية وسائل منع الحمل تأمينياً. أدلى ليمبو بتصريحات مشابهة في اليومين التاليين، مما أدى إلى فقدان من 45 إلى "أكثر من 100" راعٍ محلي ووطني، واعتذر ليمبو عن بعض تعليقاته في برنامجه. نظمت سوزان ماكميلان إمري حملة علاقات عامة بعنوان "صخرة تصويت العاهرات" رداً على تصريحات ليمبو.

### جائحة فيروس كورونا في الولايات المتحدة
زعم ليمبو خلال جائحة فيروس كورونا في الولايات المتحدة أن الفيروس زكام. وصرح ليمبو في برنامجه الإذاعي بتاريخ 24 فبراير 2020، قائلاً: "أنا محق تمامًا في هذا. فيروس كورونا هو الزكام العادي يا جماعة"، وادعى أنه يتم "تسليحه" لإسقاط ترامب. وصفت واشنطن بوست بيان ليمبو بأنه "غير مسؤول بشكل كبير".

## العمل الخيري

### حملة لجمع التبرعات لمرضى اللوكيميا والليمفوما
نظم ليمبو من عام 1990 حتى وفاته حملة سنوية لجمع التبرعات تحت اسم "EIB Cure-a-Thon" لجمعية اللوكيميا والليمفوما. في عام 2006، حققت الحملة الـ 16 جمع 1.7 مليون دولار، ليصل إجمالي التبرعات إلى أكثر من 15 مليون دولار منذ بداية الحملة. تبرع ليمبو شخصياً بمبلغ يتراوح بين 100،000 و499،999 دولارًا من عام 2000 إلى 2005 وفي عام 2007، وأشار إلى تبرعه بحوالي 250،000 دولار في كل من الأعوام 2003، 2004، و2005. صنفت تقارير عام 2006 تبرعات ليمبو بين 500،000 و999،999 دولار. ساهم ليمبو بمبلغ 320،000 دولار في حملة 2007، حيث جمعت الجمعية 3.1 مليون دولار. في 18 أبريل 2008، تعهد ليمبو بدفع 400،000 دولار بعدما تحداه مستمعان لزيادة تعهده الأولي البالغ 300،000 دولار.

### مؤسسة مشاة البحرية - تطبيق القانون
قاد ليمبو حملة سنوية لدعم مؤسسة مشاة البحرية - تطبيق القانون، حيث جمع مساهمات لتقديم منح دراسية لأبناء المارينز وضباط إنفاذ القانون الذين قضوا أثناء الخدمة. استفادت المؤسسة من بيع بالمزاد على eBay بقيمة 2.1 مليون دولار في أكتوبر 2007 بعد أن عرض ليمبو رسالة انتقادية موقعة من 41 من أعضاء مجلس الشيوخ الديمقراطيين، وتعهد بمطابقة سعر البيع. بعد تأسيسه لشركة "Two if by Tea" مع زوجته، التزم بالتبرع بمبلغ لا يقل عن 100،000 دولار لمؤسسة MC–LEF بدءًا من يونيو 2011.

### مؤسسة نفق إلى الأبراج
أعلنت نايكي في يوليو 2019 عن إصدار خاص من حذاء Air Max 1 Quick Strike لعيد الرابع من يوليو، والذي تضمن علم بيتسي روس بثلاثة عشر نجمة. سحبت الشركة الحذاء بعد أن أعرب المتحدث باسمها كولين كايبرنيك عن قلقه من أن الرمز يمثل حقبة استعباد السود. قدم برنامج ليمبو الإذاعي قميصًا يحمل شعار "قف لأجل إليزابيث روس" لدعم مؤسسة نفق إلى الأبراج، وجمعت المبيعات أكثر من 5 ملايين دولار أمريكي للمؤسسة اعتبارًا من ديسمبر 2019.

## الأعمال المنشورة
نشر ليمبو كتابه الأول الطريقة التي ينبغي أن تكون بها الأشياء في عام 1992، وتبعه بكتاب أرأيت، لقد قلت لك ذلك في العام التالي. تصدرت الكتب كلاهما قائمة نيويورك تايمز لأكثر الكتب مبيعًا لمدة 24 أسبوعًا. أملى ليمبو كتابه الأول، وقام بتحريره كاتب وال ستريت جورنال جون فند.
أصدر ليمبو كتابه الأول للأطفال عام 2013 بعنوان راش ريفير والحجاج الشجعان: رحلة عبر الزمن مع الأمريكيين الاستثنائيين، ونال جائزة مؤلف العام من مجلس كتب الأطفال عن هذا العمل. تبعه في العام التالي بإصدار الكتاب الثاني بعنوان راش ريفير وأول الوطنيين: رحلة عبر الزمن مع الأمريكيين الاستثنائيين، وتم ترشيحه كمرشح نهائي لجائزة مؤلف العام لجوائز اختيار كتب الأطفال والمراهقين السنوية. لاحقًا في نفس العام، أصدر الكتاب الثالث بالتعاون مع زوجته كاثرين بعنوان راش ريفير والثورة الأمريكية، وخصصا الإهداء للجيش الأمريكي وعائلاتهم.
- الطريقة التي ينبغي أن تكون بها الأمور، بوكت بوكس، 1 أكتوبر 1992، (ردمك 978-0671751456)
- كما قلت لكم، 1 نوفمبر 1993، أيتريا، (ردمك 978-0671871208)
- راش ريفير والحجاج الشجعان: مغامرات السفر عبر الزمن مع الأمريكيين المميزين، ثريشولد إديشنز، 29 أكتوبر 2013، (ردمك 978-1476755861)
- راش ريفير وأول الوطنيين: مغامرات السفر عبر الزمن مع الأمريكيين المميزين، ثريشولد إديشنز، 11 مارس 2014، (ردمك 978-1476755885)
- راش ريفير والثورة الأمريكية: مغامرات السفر عبر الزمن مع الأمريكيين المميزين، ثريشولد إديشنز، 28 أكتوبر 2014، (ردمك 978-1476789873)
- راش ريفير والراية الموشحة بالنجوم: مغامرات السفر عبر الزمن مع الأمريكيين المميزين، ثريشولد إديشنز، 27 أكتوبر 2015، (ردمك 978-1476789880)
- راش ريفير والرئاسة: مغامرات السفر عبر الزمن مع الأمريكيين المميزين، ثريشولد إديشنز، 22 نوفمبر 2016، (ردمك 978-1501156892)

## الحياة الشخصية
نشأ ليمبو واعتبر نفسه ميثوديًا.
تزوج أربع مرات وطلق ثلاث مرات دون إنجاب أطفال. عقد زواجه الأول في سن 26 من روكسي ماكسين ماكنيلي، موظفة في محطة إذاعية WHB في كانساس سيتي، ميزوري. أقيم الزواج في كنيسة سينتوري المتحدة الميثودية في كيب جيراردو يوم 24 سبتمبر 1977. طلبت ماكنيلي الطلاق في مارس 1980 متذرعة "بعدم التوافق"، وأُنهي الطلاق رسمياً في 10 يوليو 1980.
في عام 1983، تزوج ليمبو من ميشيل سيكستا، التي كانت طالبة جامعية ومرشدة في نادي كانساس سيتي رويالز ستاديوم. طلقا في عام 1990، وتزوجت مجددًا في العام التالي.
تزوج ليمبو من مارتا فيتزجيرالد، مدربة الإيروبكس البالغة من العمر 35 عامًا، في 27 مايو 1994 بعد لقائهما عبر خدمة الإنترنت كومبيوسيرف (مزود خدمة إنترنت سابق) عام 1990. أجرى مراسم الزواج قاضي المحكمة العليا الأمريكية كلارنس توماس في منزله. انفصل الزوجان في 11 يونيو 2004. أعلن ليمبو عن طلاقه على الهواء، وانتهى في ديسمبر 2004. بدأ ليمبو علاقة رومانسية مع مذيعة الأخبار السابقة في سي إن إن دارين كاجان في سبتمبر 2004، وانتهت العلاقة في فبراير 2006.
ليمبو أقام في بالم بيتش من 1996 حتى وفاته في 2021. قال أحد الأصدقاء إن ليمبو "أحب بالم بيتش ... بعد زيارتها خلال عطلة نهاية الأسبوع في يوم الذكرى عام 1995."
واعد كاثرين روجرز، منظمة حفلات من فلوريدا، لمدة ثلاث سنوات؛ ثم تزوج الثنائي في 5 يونيو 2010. وأمتع إلتون جون ضيوف الزفاف في حفل الاستقبال الذي تبع مراسم الزفاف؛ لكن ليمبو أنكر صحة التقارير عن مبلغ المليون دولار في برنامجه الإذاعي في 7 سبتمبر 2010.
أطلقت الشركة القابضة KARHL Holdings، وتعني "كاثرين وراش هادسون ليمبو"، خطًا من مشروبات شاي مثلج معبأة في زجاجات عام 2011. أُطلق على العلامة التجارية اسم "Two if by Tea"، وذلك كتلاعب بكلمات من قصيدة هنري وادزورث لونغفيلو "رحلة بول ريفير". أوقفت الشركة إنتاج الشاي في عام 2018 بسبب ارتفاع تكاليف التصنيع والشحن، وأعلنت أنه "لا يمكن تحميل هذا على عملائنا".

### إدمان الأدوية الموصوفة
في 3 أكتوبر 2003، ذكرت صحيفة ناشونال إنكوايرر أن ليمبو خضع للتحقيق بسبب الحصول غير القانوني على الأدوية الموصوفة أوكسيكودون وهيدروكودون. أكدت مؤسسات إخبارية أخرى بسرعة التحقيق. اعترف لجمهوره في برنامجه الإذاعي في 10 أكتوبر 2003 بإدمانه الأدوية المسكنة للألم الموصوفة وأعلن دخوله علاج المرضى الداخليين لمدة 30 يوماً بعد انتهاء البث. أوضح ليمبو أن إدمان المسكنات نجم عن سنوات من ألم الظهر الشديد تفاقم بعد جراحة فاشلة.
بدأ النائب العام في مقاطعة بالم بيتش تحقيقاً لمعرفة إذا ما انتهك راش ليمبو قوانين تسوق الأطباء في فلوريدا، مما أثار قضايا الخصوصية. طالب المحققون بالحصول على سجلاته الطبية بحثاً عن أدلة جرائم. وقد صرح روي بلاك، محامي ليمبو، بأن "راش ليمبو تم اختياره للمحاكمة بسبب هويته،" مشيراً إلى تطبيق معيار مزدوج من قبل مكتب النائب العام. في 9 نوفمبر 2005، طلب النائب العام المساعد جيمس ل. مارتز من المحكمة إلغاء حقوق سرية الطبيب والمريض لليمبو والسماح للدولة باستجواب أطبائه. رفض محامي ليمبو هذه الجهود، مشيراً إلى انتهاك حقوق خصوصية المريض والاستخدام غير القانوني للسجلات الطبية وفق التعديل الرابع. أيد الاتحاد الأمريكي للحريات المدنية موقف ليمبو وأصدر بيان دعم وموجز صديق المحكمة. في 12 ديسمبر 2005، منع القاضي ديفيد ف. كرو ولاية فلوريدا من استجواب أطباء ليمبو بشأن "الحالة الطبية للمريض وأي معلومات تم الكشف عنها لمقدم الرعاية الصحية." 
في 28 أبريل 2006، أمرت السلطات بإلقاء القبض عليه بتهمة التسوق للطبيب. أفادت تيري باربيرا، المتحدثة باسم شريف المقاطعة، أنه خضع لعملية تسجيل دخول وتصوير وأخذ بصمات دون تقييده بالأصفاد، ثم أطلق سراحه بعد ساعة بكفالة 3،000 دولار. قدم طلب "غير مذنب" للتهمة بعد تسليم نفسه. أعلن المدعون أن التهم وُجهت إثر تلقيه 2،000 مسكن وصفت بواسطة أربعة أطباء خلال ستة أشهر في صيدلية قريبة من قصره في شاطئ بالم. في 2009، وبعد مباحثات طويلة للتسوية، وافق المدعون على إسقاط التهمة مقابل دفع 30،000 دولار لتكاليف التحقيق، واستكمال برنامج علاج لمدة 18 شهرًا، والموافقة على اختبارات المخدرات العشوائية، والتنازل عن حقه في امتلاك سلاح ناري لثمانية عشر شهرًا. قبل لومبوغ التسوية بينما أكد براءته من التسوق للطبيب، مشيرًا إلى أن عرض الدولة كان بسبب نقص الأدلة.
قبل اكتشاف إدمانه، أدان ليمبو استخدام المخدرات غير القانوني في برنامجه التلفزيوني. ذكر أن "استخدام المخدرات، قد يقول البعض، يدمر هذا البلد ... وبالتالي، يجب اتهام المخالفين للقانون بتعاطي المخدرات وإدانتهم وسجنهم."

### حادثة الفياجرا
في يونيو 2006، احتجز عملاء مكافحة المخدرات ليمبو في مطار بالم بيتش الدولي. صادرت مسؤولو الجمارك الفياجرا من أمتعة ليمبو أثناء عودته من جمهورية الدومينيكان. لم تكن الوصفة الطبية باسمه. أُطلق سراحه دون توجيه تهم، وسخر ليمبو من الحادثة في برنامجه الإذاعي، مدعياً أن الفياجرا جاءت من مكتبة كلينتون ووصفت له كـإم آند إمز زرقاء. كما صرح قائلاً "قضيت وقتاً رائعاً في جمهورية الدومينيكان."

### المشاكل الصحية والوفاة
وصف ليمبو نفسه بأنه "أصم بنسبة 100 بالمئة". أعلن في عام 2001 فقدانه لمعظم حاسة السمع: "لا أستطيع سماع التلفاز أو الموسيقى. أنا، لأغراض عملية، أصم –  وحدث ذلك في ثلاثة أشهر." أوضح أن الحالة ليست وراثية. في 19 ديسمبر 2001، تمكن أطباء عيادة الأذن في لوس أنجلوس من استعادة قدر من سمعه عبر جراحة زراعة القوقعة، حيث تلقى ليمبو جهاز كلاريون CII للأذن البيونيكية.
عند سؤال أخصائية الأنف والأذن والحنجرة والطبيبة المسؤولة عن زرع القوقعة له جينيفر ديريبري عن احتمال ارتباط فقدان السمع المفاجئ لدى ليمبو بإدمان الأفيونات، أكدت أنه من المحتمل ذلك، لكن لا يمكن التأكد دون إجراء اختبارات قد تدمر سمع ليمبو تمامًا. وقالت: "لا نعرف لماذا بعض الأشخاص، وليس الكل، الذين يتناولون جرعات كبيرة قد يفقدون سمعهم."
في عام 2005، خضع ليمبو لـ"ضبط" نتيجة "ارتعاش العين"، ويُعد ذلك أثرًا جانبيًا مرئيًا لزراعة القوقعة.
في 30 ديسمبر 2009، قضى ليمبوه العطلة في هونولولو، هاواي، وأدخل إلى مركز كوينز الطبي بسبب آلام شديدة في الصدر. عزا أطباؤه الألم إلى الذبحة الصدرية.
في 8 أبريل 2014، أعلن ليمبو في برنامجه الإذاعي "أنه يصبح ثنائي الاتجاه". قال: "سأزرع في الجانب الأيمن". حقق الضبط الثنائي تحسينًا بنسبة 100%. قال ليمبو في بثه الوطني اليومي: "القدوم من الصمم الكلي، إنه معجزة! كيف لا يمكنك أن تؤمن بالله؟".
ليمبو، مدخن سيجار وسابقًا سجائر، شُخّص بسرطان الرئة المتقدم في 20 يناير 2020 بعد معاناته من ضيق في التنفس في 12 يناير. قلل سابقًا من خطر التدخين بالقول إنه "يستغرق 50 عامًا لقتل الناس". أعلن عن تشخيصه في برنامجه الإذاعي في 3 فبراير، وصرح بتغيبه للخضوع للعلاج ومحاولته مواصلة البرنامج بكفاءة. في 20 أكتوبر 2020، أعلن فشل العلاج واعتبر تشخيصه نهائيًا، وتلقى إطارًا زمنيًا للوفاة المتوقعة. في آخر بث له لعام 2020، صرح بأنه لم يكن متوقعًا وصوله إلى أكتوبر، ثم نوفمبر، ثم ديسمبر، لكنه شعر بحالة جيدة ذلك اليوم رغم بعض المشاكل.
أذاع ليمبو آخر بث له في 2 فبراير 2021. توفي في 17 فبراير عن عمر 70 عامًا. عزا الأطباء وفاته إلى مضاعفات سرطان الرئة وفقًا لما ذكرته زوجته كاثرين روجرز ليمبوغ. أمر الحاكم رون دي سانتيس بتنكيس الأعلام في فلوريدا يوم دفنه. دُفن ليمبو في مقبرة Bellefontaine في سانت لويس، ميزوري.

## التأثير والإرث

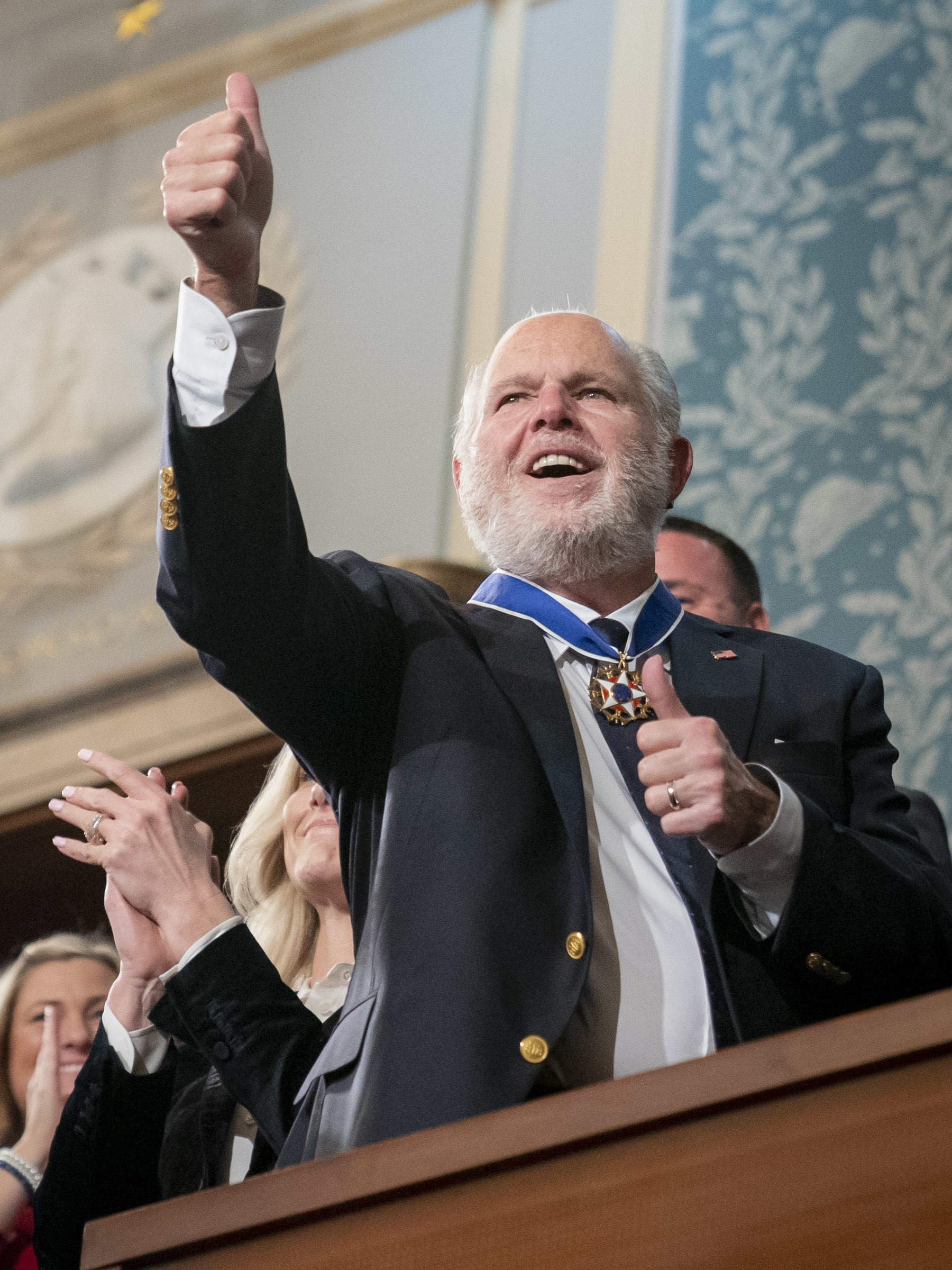
ليمبو بعد تكريمه بوسام الحرية الرئاسي في 2020

اعترف العديد بليمبو كأحد الأصوات البارزة للحركة المحافظة في الولايات المتحدة منذ التسعينيات. شكر الرئيس السابق رونالد ريغان ليمبو في رسالة عام 1992، مُعطيًا إياه الفضل "لتعزيز المبادئ الجمهورية والمحافظة ... [و] الصوت الأول للمحافظة في بلدنا." في عام 1994، جعل الجمهوريون في مجلس النواب الأمريكي ليمبو عضوًا فخريًا.
بدأ ليمبو من عام 1994 بإلهام شخصية بيرش بارلو، وهو مذيع برنامج حواري إذاعي محافظ في عائلة سيمبسون.
في عام 1995، سلطت سلسلة بي بي إس Frontline الضوء على ليمبو في فيلم وثائقي بعنوان "أمريكا راش ليمبو". رفض ليمبو المشاركة بمقابلة، وشارك والدته وأخاه ومؤيدون جمهوريون بالإضافة إلى النقاد والمعارضين.
بحلول التسعينيات، اشتهر ليمبو بحبه للسيجارات، قائلاً: "أعتقد أن السيجار إضافة رائعة للاستمتاع بالحياة". ارتدى ليمبو ربطات عنق مميزة خلال برنامجه التلفزيوني بين 1992 و1996، مما دفعه لإطلاق سلسلة ربطات عنق صممتها زوجته حينها، مارتا.
فاز ليمبو بجائزة ماركوني للإذاعة عن فئة شخصية العام الإذاعية من الجمعية الوطنية للمذيعين خمس مرات (1992، 1995، 2000، 2005، 2014). أدخلته قاعة مشاهير الإذاعة الوطنية في عام 1993، وقاعة مشاهير الجمعية الوطنية للمذيعين في عام 1998. بحلول عام 2001، وقع عقداً بقيمة دولار أمريكي285 مليون لمدة ثماني سنوات، وجُدد في 2008 ليصل إلى 400 مليون دولار لمدة ثماني سنوات أخرى. في 2017، كان ليمبو ثاني أعلى مضيف إذاعي أجراً في الولايات المتحدة براتب سنوي قدره 84 مليون دولار، بعد هوارد ستيرن. في 2002، صنفته مجلة توكرز كأفضل مضيف برنامج حواري إذاعي على الإطلاق. في 2017، حاز ليمبو على لقب المضيف الإذاعي الأكثر استماعاً في الولايات المتحدة مع 14 مليون مستمع. يُعتبر له فضل كبير في إحياء إذاعة AM في ظل التحول نحو إذاعة FM.
أعلنت المجلة المحافظة Human Events عن ليمبو كشخصية العام 2007. لاحقاً في نفس العام، قدمت بربارة جيل والترز ليمبو كأحد أكثر الأشخاص إثارة للاهتمام في العام في برنامج خاص بُث في 4 ديسمبر 2008.
في 28 فبراير 2009، بعد تقديم "أول خطاب للأمة" لمدة 90 دقيقة، بثته سي إن إن وفوكس نيوز وسجلته سي-سبان، منح مؤتمر CPAC ليمبو "جائزة المدافع عن الدستور". تُعد الجائزة وثيقة موقعة من بنجامين فرانكلين وتُمنح لمن "دافع عن التعديل الأول". وُصف ليمبو بأنه دافع عن أمريكا كما فعل بنجامين فرانكلين للآباء المؤسسين، بحسب الاقتباس.

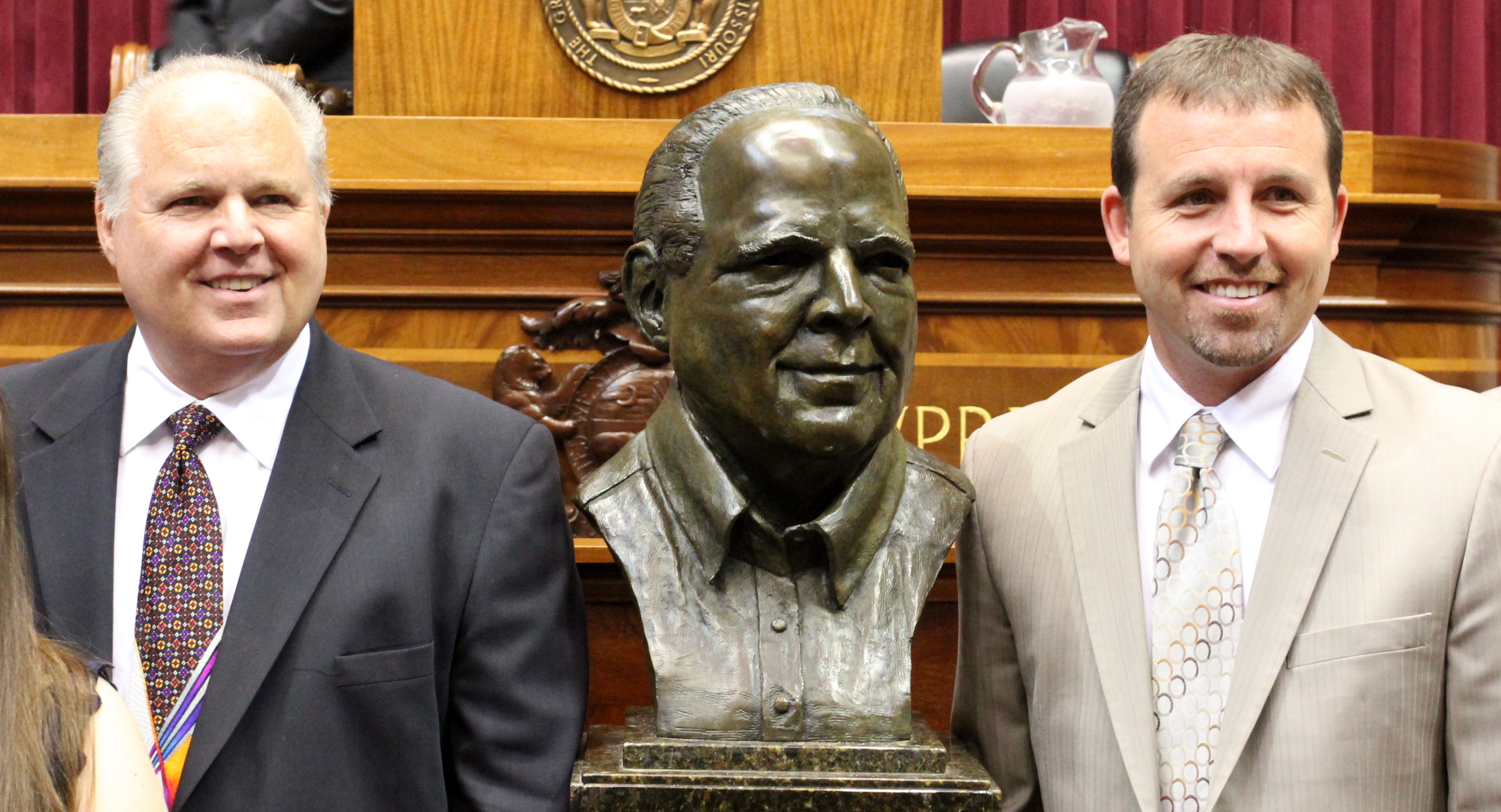
ليمبو (يسار) بجانب تمثاله النصفي في قاعة المشاهير في ميزوري عام 2012

ذكر زئيف شافيتس في كتابه رش ليمبو: جيش من واحد لعام 2010، أن ليمبو لعب دورًا محوريًا في عودة الحزب الجمهوري في انتخابات التجديد النصفي 2010 بعد انتخاب الرئيس أوباما. أشار شافيتس إلى هزيمة السيناتور ارلين سبكتر بعد أن وصفه ليمبو بأنه "جمهوري بالاسم فقط"، وقدم ليمبو دعمًا بارزًا لمقولة سارة بالين "الجمهوريون ليسوا فقط حزب الرفض، بل حزب لا للرفض" –  بفضل السيد ليمبو." دعم ليمبو بشدة المحافظة للجمهوريين بعد ستة أسابيع من تنصيب أوباما، وكان مؤثرًا في حركة الشاي.
أدرج المسؤولون اسم راش ليمبو في قاعة مشاهير ميزوريين يوم 14 مايو 2012 خلال مراسم سرية أُعلن عنها قبل 20 دقيقة من بدئها لتجنب الاهتمام الإعلامي السلبي. يعرض مبنى كابيتول ولاية ميزوري في جيفرسون سيتي تمثالاً نصفياً برونزياً لليمبو إلى جانب 40 شخصية أخرى فائزة بالجائزة. زُوِّد التمثال النحاسي بكاميرا أمان للحماية من التخريب.
في 4 فبراير 2020، استضاف دونالد ترامب ليمبو المصاب بسرطان الرئة المتقدم في خطاب حالة الاتحاد لعام 2020، حيث منحته ميلانيا ترامب وسام الحرية الرئاسي.

## قائمة ببليوجرافية مختارة
- ليمبو، روش (1992). الطريقة التي يجب أن تكون بها الأشياء. مدينة نيويورك: كتب بوكيت. ISBN:0-671-75145-X.
- ليمبو، روش (1993). انظر، لقد أخبرتك بذلك. مدينة نيويورك: كتب بوكيت. ISBN:0-671-87120-X.
- ليمبو، روش (2013). روش ريفير والحجاج الشجعان. مدينة نيويورك: Threshold Editions. ISBN:978-1-4767-5586-1.
- ليمبو، روش (2014). روش ريفير والأوائل الوطنيين. مدينة نيويورك: Threshold Editions. ISBN:978-1-4767-5588-5.
- ليمبو، روش (2014). روش ريفير والثورة الأمريكية. مدينة نيويورك: Threshold Editions. ISBN:978-1-4767-8987-3.
- ليمبو، روش (2015). روش ريفير والعلم الأمريكي المُزين بالنجوم. مدينة نيويورك: Threshold Editions. ISBN:978-1-4767-8988-0.
- ليمبو، روش (2016). روش ريفير والرئاسة. مدينة نيويورك: Threshold Editions. ISBN:978-1-5011-5689-2.

## قراءة إضافية
- كاثلين هول جيميسون وجوزيف إن. كابيلا (2010). الغرفة الصدوية: راش ليمبو والمؤسسة الإعلامية المحافظة. مطبعة جامعة أكسفورد. (ردمك 9780195398601).

## وصلات خارجية
- الموقع الرسمي لبرنامج ذا رش ليمبو شو
- مرات الظهور على سي-سبان
- راش ليمبو في قاعدة بيانات الأفلام على الإنترنت
- الموقع الرسمي لـ تو إيف باي تي يعلن عن مغامرات راش ريفير